# Distrito de Westerwald
El distrito de Westerwald es uno de los veinticuatro distritos del estado alemán de Renania-Palatinado. Está ubicado en la zona noreste del estado, al sur del río Sieg, al norte del Lahn y al este del Rin (los dos primeros son afluentes del Rin por su margen derecha).
Con una población a finales de 2016 de 201 027 habitantes, una densidad poblacional de 200 hab/km² y una superficie de 988 km². Su capital es la ciudad de Montabaur.
Dentro del distrito se encuentra el municipio de Kölbingen.